# Kiki, l'aprenent de bruixa
Kiki, l'aprenent de bruixa (魔女の宅急便, Majo no takkyūbin, lit: "El servei de correus de la bruixa"; en anglès: Kiki's Delivery Service), és una pel·lícula d'animació japonesa de fantasia escrita, produïda i dirigida per Hayao Miyazaki. Està basada en una novel·la de 1985 del mateix nom de l'escriptora de literatura infantil Eiko Kadono. La pel·lícula narra la història d'una jove aprenent de bruixa (Kiki) que ha de passar un any pel seu compte en una ciutat fent servir les seves habilitats màgiques per aprendre a sobreviure pel seu compte.
Segons Miyazaki, la pel·lícula parla de l'abisme que existeix entre la dependència de la infantesa i la independència en les adolescents japoneses. Més enllà de parlar del canvi d'edat, el film també tracta sobre la naturalesa de la creativitat i el talent i de l'enorme dificultat que tots travessem a l'hora de convertir-nos en nosaltres mateixos, ja sigui a través de la sort, la feina dura o la confiança. La pel·lícula explora les mateixes qüestions que l'obra posterior de Miyazaki, Murmuris del cor.
Kiki, l'aprenent de bruixa fou estrenada el 22 de juliol de 1989 i va guanyar l'Anime Grand Prix. Va ser la primera pel·lícula de l'Studio Ghibli en ser estrenada conjuntament amb la Walt Disney Company. En català fou estrenada a la televisió (Canal Super3) el 4 de desembre de 2011. Després fou reemesa posteriorment a la mateixa cadena i al canal SX3.

## Argument
La Kiki és una bruixa de 13 anys filla d'una herbolària que viu a un petit poble amb els seus pares. Tradicionalment, les bruixes en complir els 13 anys marxen de casa per viure pel seu compte durant un any. Una nit, la Kiki decideix marxar del seu poble a la recerca d'una ciutat on passar el seu any en companyia del seu gat negre Jiji (que parla) i l'escombra de la seva mare.
Després d'un dia de viatge, la Kiki arriba a Koriko, una ciutat portuària on decideix establir-se. Al principi li costa adaptar-se a causa de les seves pròpies inseguretats i està temptada per en Jiji d'abandonar Koriko i buscar una ciutat més amigable, però finalment aconsegueix fer amics i un lloc per quedar-se. L'Osono, la mestressa d'una fleca de pa, li permet quedar-se en una habitació que ella i el seu marit no fan servir. Aviat s'adona que ella no té cap poder màgic, llevat de volar, que li pugui proporcionar un treball o una manera de sobreviure. Per això, per a mantenir-se, decideix fer un servei de missatgeria establert a la fleca on viu.
Durant el temps que passa a Koriko, la Kiki passa per alts i baixos i ha d'enfrontar-se a les dificultats pròpies de l'adolescència. En Tombo, un noi del poble amant de l'aeronàutica, queda fascinat des que la veu volar amb l'escombra per primer cop i tracta de conquistar-la malgrat que la Kiki no li posa fàcil. Finalment, la Kiki acaba passant una estona amb en Tombo, però l'agradable tarda es veu truncada quan es troben als amics d'en Tombo entre els que la Kiki reconeix a una noia amb la qual havia tingut una experiència desagradable.
Aquella mateixa nit, la Kiki descobreix que ha perdut la capacitat de volar i també el poder de parlar amb en Jiji. Això la fa caure en una depressió, però una trobada amb l'Úrsula, una amiga que havia fet un dia mentre feia un repartiment, li fa recuperar la voluntat i els ànims. L'Úrsula, que és jove pintora, la convida a passar una nit amb ella a la cabana del bosc on viu, i allà analitza la seva situació i la defineix com una crisi d'artista. Li diu que ha entrat en un període de bloqueig, però que quan aconsegueixi trobar un nou propòsit, els seus poders tornaran.
Amb els ànims renovats la Kiki torna a Koriko. Mentre visita una de les seves clientes, veu un accident d'un dirigible per la televisió. El dirigible ha perdut el control durant l'enlairament a causa dels forts vents que assoten la platja de la ciutat. Molts ciutadans intenten evitar que se'n vagi volant i l'agafen d'una de les cordes. Finalment el dirigible surt volant, però en Tombo no aconsegueix deixar-se anar i es queda agafat a la corda mentre el vehicle va a la deriva. En veure això, la Kiki decideix lluitar contra les seves pors i anar a rescatar-lo.
Mentre creua corrents la ciutat, manlleva un raspall amb mànec a un senyor i el fa servir d'escombra. Amb dificultats i trontollant aconsegueix aixecar el vol i agafar en Tombo a l'últim moment. En fer-ho, instantàniament es converteix en una celebritat local i és corejada per tota la ciutat. Tot i això, i malgrat que la Kiki recupera la seva màgia, segueix sense ser capaç de parlar amb en Jiji.
Finalment, la Kiki envia una carta als seus pares dient que ha guanyat confiança a través de les dificultats i que ha decidit que Koriko sigui la ciutat que es converteixi en la seva nova llar.

## Veus
| Personatge                     | Japonès             | Català             |
| ------------------------------ | ------------------- | ------------------ |
| Kiki                           | Minami Takayama     | Mar Nicolás        |
| Tombo                          | Kappei Yamaguchi    | Maria Rosa Guillén |
| Jiji                           | Rei Sakuma          | Carme Calvell      |
| Osono                          | Keiko Toda          | Teresa Manresa     |
| Kokiri (mare de la Kiki)       | Mieko Nobusawa      | Thais Buforn       |
| Okino (pare de la Kiki)        | Koichi Miura        | Miquel Roldán      |
| Úrsula                         | Minami Takayama     | Meritxell Ribera   |
| Madame Dora                    | Haruko Kato         | Lourdes López      |
| Barsa                          | Hiroko Seki         | Júlia Chalmeta     |
| Ancià de la torre del rellotge | Tomomichi Nishimura | Jordi Pineda       |
| Aprenent de bruixa             | Yuko Kobayashi      | Anna Maria Camps   |

- Estudi de doblatge de Catalunya: Soundtrack, Barcelona